# U (슈퍼주니어의 노래)
'U'는 슈퍼주니어의 첫 싱글이다. 프로젝트 그룹으로 시작한 슈퍼주니어가 2006년 5월 27일 규현의 영입과 함께 정식 그룹으로 전환되어 발매된 첫 앨범이다. 합법 다운로드 유도를 위해 소속사 SM엔터테인먼트 홈페이지를 통한 무료 다운로드 서비스를 실시했으며, 12일만에 170만 건의 다운로드를 기록했다.

## 역할
- U에서는 13명의 멤버들이 보컬, 코러스, 랩의 3개 역할을 분담한다.
- 신동, 은혁, 기범은 랩을 담당하고 나머지 10명은 보컬을 담당한다.
- 동해는 보컬과 랩을 겸하고, 예성과 려욱은 보컬과 코러스를 겸한다.

## 수록곡
| #  | 제목           | 작사   | 작곡                         | 편곡   | 재생 시간 |
| -- | -------------- | ------ | ---------------------------- | ------ | --------- |
| 1. | U              | 태훈   | Ken Ingwersen                | 황성제 | 3:44      |
| 2. | Endless Moment | 조윤경 | Elin Wrethov, Anderz Wrethov | 안익수 | 3:36      |
| 3. | Lovely Day     | 박창현 | 박창현                       | 박창현 | 3:01      |

| 곡 제목        | 곡 당 파트 열외 멤버 |
| U              | 신동                 |
| Endless Moment | 신동                 |
| Lovely Day     | 이특, 한경, 기범     |

### 설명
- 트랙 1번 'U'는 타이틀곡으로, 남자 주인공이 처음 보게 된 여자에게 반하여 자신의 여자친구로 만들려는 내용이다. 모든 구성원이 참여하였으며, 신동을 제외하고 모두 개별 파트가 있다. 뮤직 비디오는 CG를 적극 활용하여 제작되었으며, 슈퍼주니어의 모든 멤버와 소녀시대의 윤아가 출연하였다.
- 트랙 2번 'Endless Moment'는 남자 주인공이 여자친구에게 영원한 사랑을 약속하는 내용의 발라드 악곡이다.
- 트랙 3번 'Lovely Day'는 남자 주인공이 여자친구를 사랑하는 마음을 주체하지 못해 고백하는 내용이다.

## 차트 기록

### 음반 판매
U는 발매 첫주 각종 음반 차트를 석권했으며 음반판매량 집계사이트인 한터차트에서 월간판매량 1위를 기록했다.

### 가요 프로그램 수상
- 6월 25일 SBS 《인기가요》 뮤티즌송[5]
- 7월 6일 M.net 《엠카운트다운》 1위
- 7월 16일 SBS 《인기가요》 뮤티즌송
- 7월 20일 M.net 《엠카운트다운》 1위
- 7월 23일 SBS 《인기가요》 뮤티즌송